# José María de Sucre
José María de Sucre y de Grau (Barcelona, 23 de marzo de 1886 - 1969) fue un pintor, escritor y crítico de arte español.
Trabajó como criminalista hasta 1923 en los juzgados de Barcelona. Publicó varios libros de poesía en esta época y se incorporó al Ateneo Enciclopédico Popular, en donde llegó a ser Presidente en 1912. Colaboró en diversas publicaciones de la época, en especial con Joan Salvat Papasseit en Un Enemic del Poble, además de en Teatre Català.
En la década de 1920 comenzó su labor como pintor y crítico, trabajando para las Galerías Dalmau, donde exponen nombres como Salvador Dalí, Joan Miró o Rafael Barradas. Aumentó el número de sus publicaciones, ya no sólo en Cataluña, sino también en Madrid, La Coruña o México con el seudónimo de Joan Pi la mayor parte de las ocasiones. Su primera exposición de pintura es en 1928, no siendo hasta 1942 que realiza la primera individual. Después de la Guerra Civil participó activamente en organizar exposiciones en París de artistas españoles como Tapies, Josep Guinovart y Arnau Puig.
Fue miembro fundador del Salón de Octubre, Presidente del Círculo Mallol y expuso en las mejores galerías de Barcelona como la Galería As y la Sala Gaspar. Ha sido considerado como un pintor transversal entre el modernismo y las vanguardias. Pintor que prescindiendo voluntariamente de la formación académica consigue trasmitir a través de sus retratos el misterio de la pintura.
En 1962 obtiene el reconocimiento con el Premio de Pintura Juan Gris.